# Armand Bazin de Bezons (Geistlicher, 1654)
Armand Bazin de Bezons (* 29. Dezember 1654 in Montpellier; † 8. Oktober 1721 auf Schloss Gaillon in Gaillon) war ein französischer Geistlicher, Bischof von Aire (1685–1698), Erzbischof von Bordeaux (1698–1719) und Erzbischof von Rouen (1719–1721).

## Leben

### Herkunft
Armand Bazin de Bezons entstammte einer jungen französischen Adelsfamilie. Sein Vater, der Staatsrat Claude Bazin de Bezons, seit 1643 Mitglied der Académie française, war Intendant im Languedoc. Als höchster Verwaltungsbeamter und Vertreter des Königs residierte er in Montpellier, wo Armand Bazin de Bezons am 29. Dezember 1654 geboren wurde. Sein Bruder Louis, ebenfalls Intendant, hatte diese  Aufgabe zwischen 1686 und 1700 in Bordeaux inne. Ein weiterer Bruder, Jacques Bazin de Bezons, wurde Marschall von Frankreich (1709). Die Familie stand in enger Verbindung zum Hof und besonders zur Ministerfamilie le Tellier-Louvois.
Armand studierte an der Sorbonne in Paris, wo er den Doktortitel erwarb.

### Bischof von Aire
Am 15. August 1685 ernannte Ludwig XIV. ihn zum Bischof von Aire. Aber auf Grund des Streites zwischen dem französischen König und dem Heiligen Stuhl über die Einkünfte vakanter Bistümer (Regalien), verweigerte Papst Innozenz XI. den von Ludwig XIV. ernannten Bischöfen die kirchliche Bestätigung. Der französische König beanspruchten für sich die Regalien und die damit einhergehende Zuteilung von Bistümern und Abteien an Freunde und Verwandte, wodurch er sich einen ihm gefügigen Klerus schuf. Sehr oft hatten bei der Auswahl der Bischöfe die großen Ministerdynastien ihre Hand im Spiel. Auf einer Art Nationalkonzil von 1681 bis 1682, das Ludwig XIV. einberufen hatte und auf dem die französischen Bischöfe die gallikanischen Artikel beschlossen, wurde die päpstliche Autorität für Frankreich so gut wie aufgehoben. Erst nach Rücknahme dieser Artikel bestätigte der Papst die  von Ludwig XIV. ernannten Bischöfe. Armand Bazin de Bezons wurde deswegen erst am 5. Oktober 1693 von Papst Innozenz XII. bestätigt. Am 12. November 1693 erhielt er in Paris die Bischofsweihe durch Charles-Maurice le Tellier, Erzbischof von Reims und Bruder des französischen Kriegsministers. Mitkonsekratoren waren François-Clément de Poudenx, Bischof von Tarbes, und Jacques-Joseph de Gourgue, Bischof von Bazas.
Das Erzbistum Auch entsandte Armand Bazin de Bezons als Vertreter der höheren Geistlichkeit auf die Versammlung des französischen Klerus von 1695 nach Saint-Germain-en-Laye, zu deren Sekretär er dort gewählt wurde.

### Erzbischof von Bordeaux
Am 29. März 1698 erfolgte die Ernennung zum Erzbischof von Bordeaux, die Bestätigung durch Papst Innozenz XII. am 24. November 1698. Am 18. Januar 1699 nahm er persönlich Besitz von seinem Bistum.
Er nahm als Abgesandter der höheren Geistlichkeit des Erzbistums an den verschiedenen Versammlungen des französischen Klerus teil (1700, 1705, 1707, 1711, 1713, 1714 und 1715).
1704 hielt er in Bordeaux eine Diözesansynode ab. Im Gegensatz zu seinem Amtsvorgänger führte er selbst wieder regelmäßig Visitationen durch. Ebenfalls 1704  veröffentlichte Armand Bazin de Bezons seinen Katechismus Catéchisme ou abrégé de la doctrine chrétienne, der bis 1853 in Gebrauch blieb.

### Politischer Berater
Doch neben seiner Tätigkeit als Bischof spielte er auch eine Rolle  in der Politik, denn nach dem Tode Ludwigs XIV. 1715 berief ihn der Regent Philipp Herzog von Orléans in sein Beratergremium für religiöse Fragen. Ab dieser Zeit war er meist von Bordeaux abwesend, ließ sich aber täglich von seinem Generalvikar über die Geschehnisse von dort berichten.

### Erzbischof von Rouen
Am 23. April 1719 ernannte ihn der Regent Philipp Herzog von Orléans zum Erzbischof von Rouen.

### Tod
Im Alter von 66 Jahren starb Armand Bazin de Bezons auf Schloss Gaillon am 8. Oktober 1721. Nach Saint Simon: ein guter Bischof, dem überall Hochachtung und Wertschätzung entgegengebracht wurden. Seine Ruhestätte fand er in der Kirche Saint-Côme et Saint-Damien zu Paris.